# 카리브해

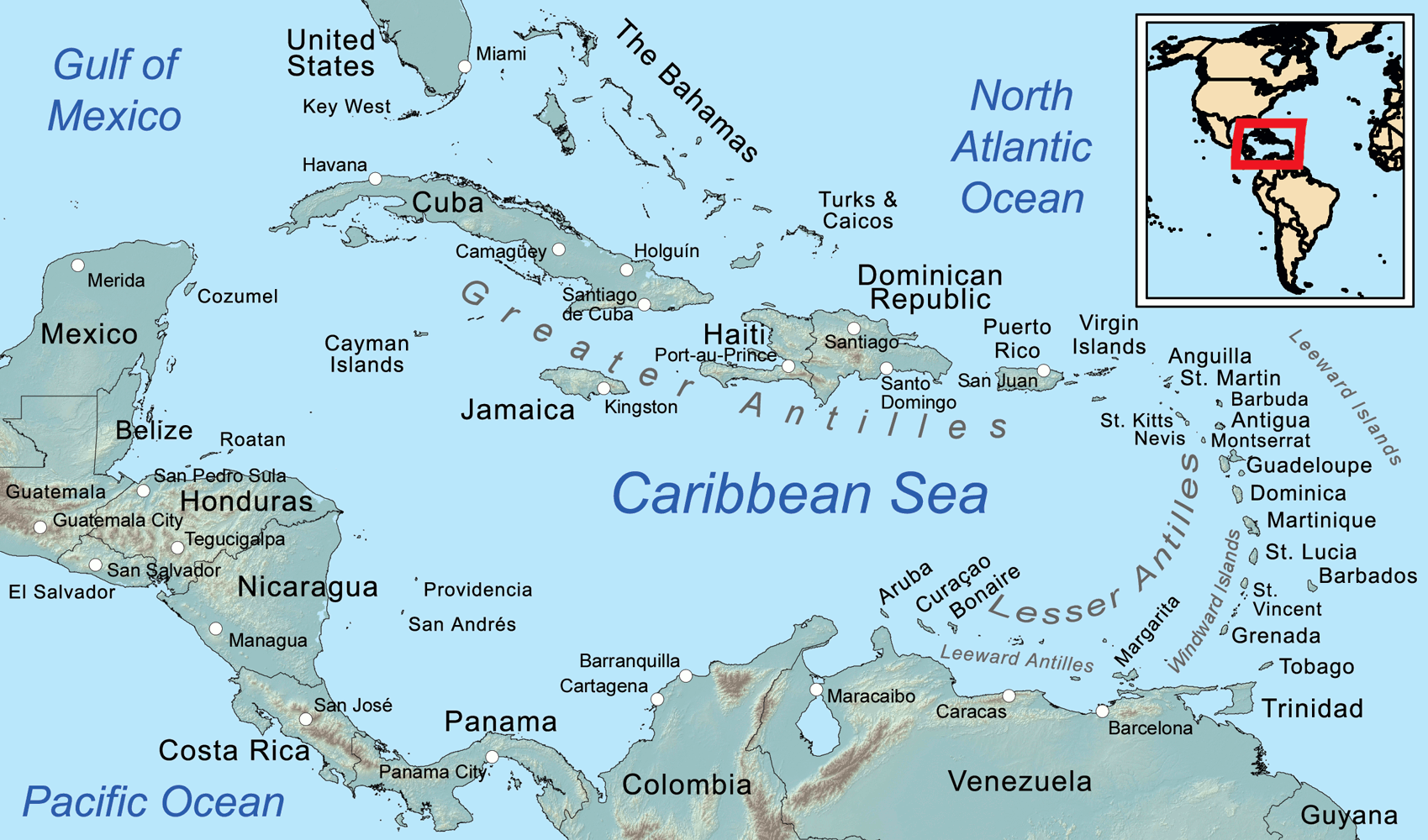
카리브해 지도

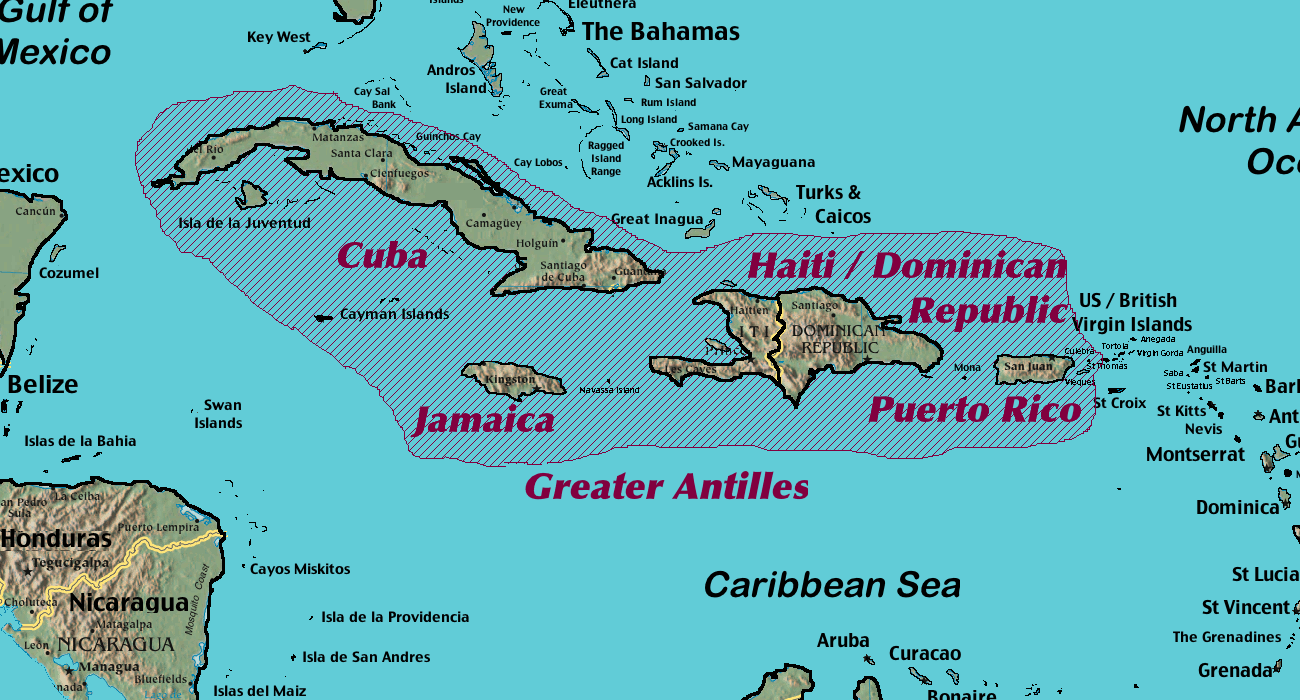
대앤틸리스 제도의 섬들

카리브해(스페인어: Mar Caribe, 영어: Caribbean Sea, 프랑스어: Mer des Caraïbes, 문화어: 까리브해)는 대서양과 멕시코만에 접한 바다이다. 넓이는 2,754,000 km2(106만 3,000 제곱마일)이다. 가장 깊은 곳은 쿠바와 자메이카 사이의 케이맨 해구로, 수심 7,684m(25,220ft)이다. 카리브해 남쪽을 남미 서부 중앙 아메리카 지협, 북쪽을 안틸레스와 마주하고, 동쪽을 앤틸리스 제도에 둘러싸인 해역이며, 멕시코 북부는 카리브해에 포함하지 않는다.
카리브해 전역을 ‘카리브 지방’이라고 부른다. 카리브해는 다도해로 이 해역에 떠있는 수많은 섬들을 통칭하여 ‘카리브 제도’ 또는 ‘카리브해 제도’라고 부른다. 이 카리브해 제도 지역은 정치적으로는 카리브 지역으로 하나의 정리를 이루는데 카리브 해역과 정치적 '카리브해'의 범주는 정확히 일치하지 않는다. 예를 들어 바베이도스, 트리니다드 토바고는 소앤틸리스 제도에 포함되지만, 섬의 주요 라인으로부터 벗어나 있으며 대서양에 위치하고 있지만 카리브해의 일부로 포함된다. 남아메리카 북쪽 기아나 삼국(가이아나, 수리남, 프랑스령 기아나)는 카리브해에 전혀 접해 있지 않지만, 인종 구성과 역사적으로 카리브해 제도와의 공통성이 많으며, 거리도 가까워 정치적으로는 카리브해에 포함되는 경우가 많다. 중앙 아메리카에서도 카리브해에 포함되지 않지만, 벨리즈는 영어권이며, 카리브 국가들과의 역사적 공통성도 강하기 때문에 카리브해에 포함하는 경우도 많다.
카리브해의 섬들은 크게 대앤틸리스 제도(Greater Antilles)와 소앤틸리스 제도(Lesser Antilles)로 나뉘며, 모두 아울러 카리브 제도라고 부른다. 이 섬들은 쿠바, 자메이카, 도미니카 공화국 등 다양한 나라들의 영토이다.

## 이름
‘카리브’라는 명칭은 콜럼버스의 북미 대륙 도착 100년 전부터 소앤틸리스 제도에서 남미에 걸쳐 선주했던 카리브족의 이름에서 유래되었다.

## 역사
카리브 지역은 1492년 크리스토퍼 콜럼버스가 신대륙의 첫 지역으로 발견한 이래, 대항해시대 스페인, 영국, 프랑스 등의 식민지 쟁탈의 장이 되어 식민시대부터 유럽과 아메리카를 이어주는 해상교통의 요충지로 열강들의 진출대상이 되었다. 이런 역사적 배경으로 인해 이 지역은 해적 활동의 주요 무대가 되기도 하였다. 섬이 많아 해적들이 숨거나 근거지로 삼기 좋아 추적이 어려웠다고 한다.
한편 카리브해에서 러시아의 영향력이 아주 없었던 것은 아닌데, 이 때문에 쿠바가 소련을 따라 공산주의 국가가 되기도 했다.

### 2008년
2008년 8월 19일에 조지아 전쟁의 영향으로 러시아가 카리브해 지역에 군대를 파견하는 것을 검토하자, 미국과 마찰을 빚을 우려를 낳고 있다. 그리고 러시아의 영향력이 카리브해까지 퍼지고 있다.

## 같이 보기
- 대앤틸리스 제도
- 이스파노아메리카
- 이베로아메리카
- 라틴아메리카
- 소앤틸리스 제도
- 서인도 제도